# Jared Leto
Jared Joseph Leto (ur. 26 grudnia 1971 w Bossier City) – amerykański aktor i reżyser filmowy, model, wokalista i gitarzysta zespołu 30 Seconds to Mars. Laureat nagrody Oscara za najlepszą rolę drugoplanową w filmie Witaj w klubie.

## Życiorys

### Wczesne lata
Urodził się w Bossier City w stanie Luizjana jako drugi syn Constance (z domu Metrejon) i Tony’ego L. Bryanta. Jego rodzice rozwiedli się, ojciec ponownie się ożenił, a niedługo później zmarł. Miał dwóch młodszych przyrodnich braci z drugiego małżeństwa ojca. Wychowywany był przez samotną matkę. Dorastał ze starszym bratem Shannonem (ur. 9 marca 1970).
Jego rodzina często przeprowadzała się do różnych stanów USA, dlatego uczył się w różnych szkołach. Podczas jednego burzliwego okresu rodzina nawet mieszkała w ciężarówce, zanim znaleziono tymczasowe miejsce pobytu. W 1979, gdy miał osiem lat, jego matka ponownie wyszła za mąż za dr Carla Leto i rodzina osiedliła się w Wirginii. Swoje nazwisko „Leto” przejął po ojczymie/ojcu zastępczym. Miał przyrodnią siostrę z drugiego małżeństwa matki. W 1981 jego matka się rozwiodła.
Uczęszczał do Flint Hill School w Oakton w stanie Wirginia. Początkowo chciał zostać malarzem i studiował na prywatnej uczelni University of the Arts w Filadelfii w stanie Pensylwania. Jednakże przeniósł się do School of Visual Arts na Manhattanie w Nowym Jorku, gdzie dostał się na tworzenie filmów. Jeszcze podczas studiów wziął udział w filmie krótkometrażowym Crying Joy.

### Kariera aktorska
W 1992 przeniósł się do Los Angeles. Dwa lata później otrzymał ważną rolę Jordana Catalano w młodzieżowym serialu ABC Moje tak zwane życie (My So-Called Life) z Claire Danes. W ciągu roku stał się rozpoznawalny dzięki stacji MTV, gdzie emitowano kilkakrotnie powtórki tego serialu.
Na dużym ekranie zadebiutował w dramacie sensacyjnym Ralpha Bakshi’ego Zimni i szaleni (Cool and the Crazy, 1994) z Alicią Silverstone. Później wystąpił w dramacie Skrawki życia (How to Make an American Quilt, 1995) z Winoną Ryder, komediodramacie Ostatnie takie lato (The Last of the High Kings, 1996) z Christiną Ricci, dreszczowcu Śledztwo nad przepaścią (Switchback, 1997) z Danny Gloverem i Dennisem Quaidem i filmie biograficznym Prefontaine (1997) jako biegacz olimpijski Steve Prefontaine.

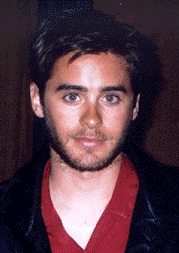
Leto (1995)

W 1996 i 1997 magazyn „People” wybrał go jednym z „50 najpiękniejszych ludzi”.
W sensacyjnym dramacie wojennym Terrence’a Malicka Cienka czerwona linia (The Thin Red Line, 1998) pojawił się jako podporucznik William Whyte. Po występie w dreszczowcu Ulice strachu (Urban Legend, 1998) i melodramacie kostiumowym Namiętność i zdrada (Basil, 1998) jako młody arystokrata Basil, który poślubia ubogą Julię (Claire Forlani), otrzymał kontrowersyjną rolę jako Angel Face w thrillerze psychologicznym Davida Finchera Podziemny krąg (Fight Club, 1999).
Sławę przyniosła mu postać Paula Allena w dreszczowcu American Psycho (2000). Pojawił się również w filmach: Sunset Strip (2000), Autostrada (Highway, 2002) i Azyl (Panic Room, 2002). Oliver Stone obsadził go w roli Hefajstiona, wiernego przyjaciela króla Macedonii i dowódcy wojsk w historycznym dramacie Aleksander (Alexander, 2004). Kolejne filmy z jego udziałem to dramat sensacyjny Andrew Niccola Pan życia i śmierci (Lord of War, 2005) z Nicolasem Cage, kryminał Samotne serca (Lonely Hearts, 2006) jako Raymond Fernandez i Mr. Nobody (2009) w roli tytułowej.
Stał się znany z zaangażowania w role, które gra. Dla roli uzależnionego od heroiny Harry’ego Goldfarba w dramacie psychologicznym Darrena Aronofsky’ego Requiem dla snu (Requiem for a Dream, 2000) zamieszkał przy ulicy i schudł 13 kilogramów, dochodząc do tak niskiej wagi, że w każdej chwili mógł zemdleć na planie. Podczas przygotowań do roli Marka Davida Chapmana w dramacie kryminalnym o zabójstwie Johna Lennona Rozdział 27 (Chapter 27, 2007), którego był również producentem, przytył 30 kilogramów, co odbiło się znacznie na jego zdrowiu.
Brał udział w sesji zdjęciowej Terry’ego Richardsona. Był na okładkach „Seventeen”, „GQ”, „Vogue Hombre”, „Out”, „Rolling Stone”, „Esquire”, „Bravo”, „Nylon Guys”, „Details”, „Elle Girl” i „Winq”. W 2014 organizacja PETA nazwała go i Elliota Page „Najseksowniejszymi wegetarianami roku”.

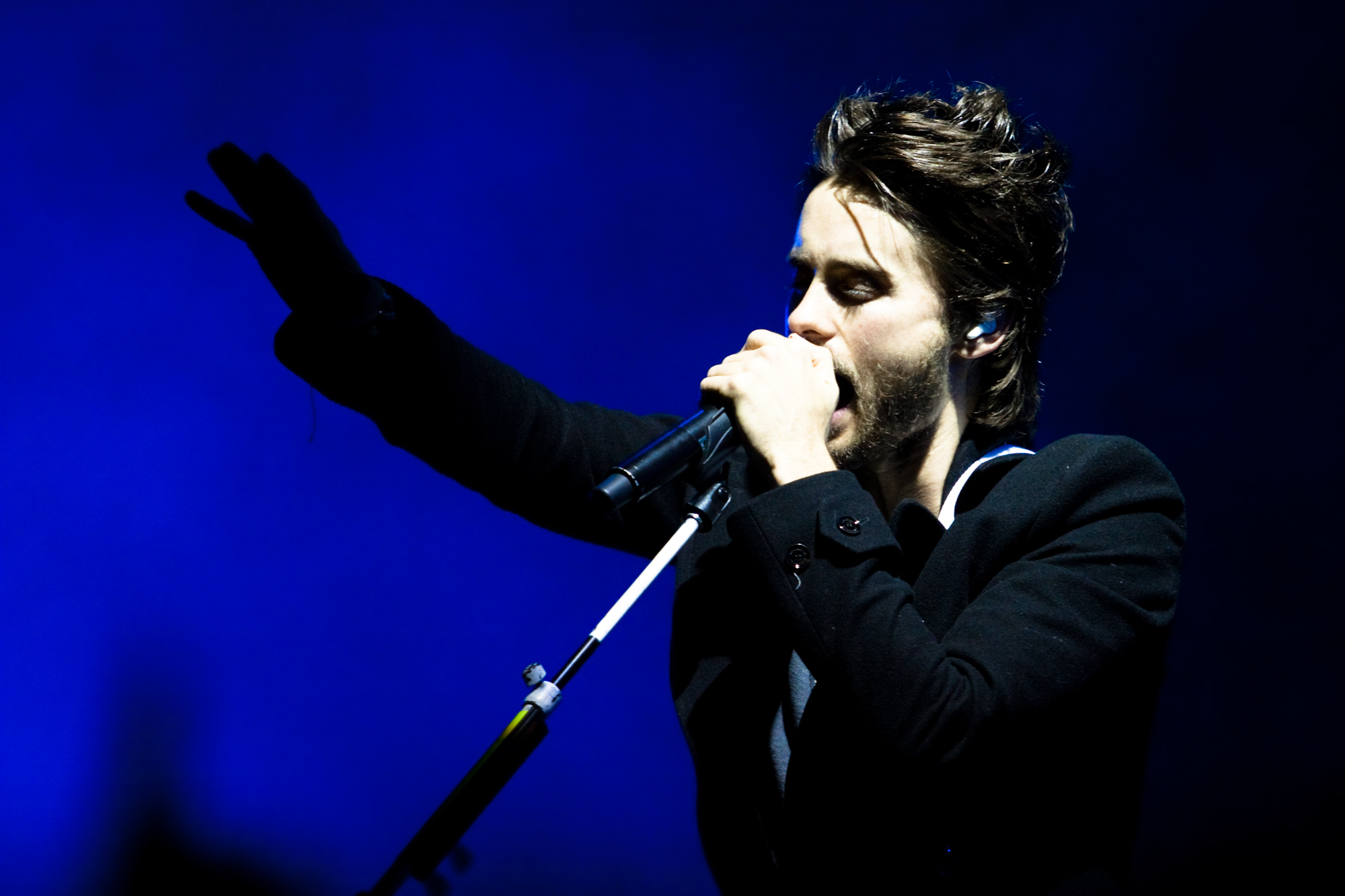
Jared Leto, 2009

Za kreację zakażonego HIV transpłciowego narkomana o imieniu Rayon w dramacie biograficznym Jeana-Marca Vallée Witaj w klubie (Dallas Buyers Club, 2013) otrzymał nagrodę Złotego Globu i Oscara w kategorii najlepszy aktor drugoplanowy.

### Kariera muzyczna
Jest wokalistą i gitarzystą w zespole 30 Seconds to Mars, gdzie na perkusji gra jego brat, Shannon. Debiutancka płyta zespołu, zatytułowana po prostu 30 Seconds to Mars, ukazała się w 2002 roku. W 2005 roku grupa wydała album pt. A Beautiful Lie. W marcu 2006 roku rozpoczęła trasę koncertową o nazwie Forever Night Never Day, a w sierpniu tego samego roku pierwszy teledysk wyreżyserowany przez Leto „The Kill” został nominowany w dwóch kategoriach na MTV Video Music Awards, i otrzymał nagrodę w kategorii MTV2 Video. W listopadzie zespół nagrał w Chinach teledysk do trzeciego singla z drugiego albumu, „From Yesterday”. Wideoklip był pierwszym w historii teledyskiem amerykańskim kręconym w tym kraju. Zaraz po premierze wideo zespół zaczął trasę, trwającą aż do 2007 roku, udając się m.in. do Australii, gdzie zdobyli dwie nagrody w Australijskich VMA: najlepszy teledysk rockowy i teledysk roku z „The Kill”. W 2007 zespół otrzymał statuetkę w kategorii Best Single na rozdaniu nagród Kerrang! Awards, a także nominacje do kategorii Rock Out (Najlepszy zespół rockowy) oraz Inter Act (Najlepszy kontakt z fanami) na MTV Europe Music Awards, z czego zdobyli nagrodę w kategorii Rock Out.
W styczniu 2008 miała miejsce premiera trzeciego klipu z 2. płyty zespołu – „A Beautiful Lie”. W grudniu 2009 ukazała się trzecia płyta zespołu pt. This Is War. Poza tym Leto z inicjatywy magazynu „Fangoria” otrzymał tytuł „Księcia ciemności”, a podczas rozdania nagród The Chainsa Awards teledysk do piosenki „The Kill” zwyciężył w kategorii najlepszy teledysk nakręcony na podstawie filmu.
W 2010 zdobył z zespołem statuetkę na MTV EMA za najlepszy zespół rockowy oraz nagrodę MTV VMA za najlepszy teledysk („Kings and Queens”). W tym samym roku teledysk „Hurricane” został ogłoszony przez MTV najbardziej zaskakującym i niezapomnianym teledyskiem. W 2011 zespół zdobył dwie statuetki MTV Europe Music Awards w kategoriach najlepszy zespół alternatywny i najlepsza scena świata.

## Filmografia
| Rok     | Tytuł                                                                   | Rola                                                   | Reżyser                           |
| ------- | ----------------------------------------------------------------------- | ------------------------------------------------------ | --------------------------------- |
| 1994    | Zimni i szaleni (Cool and the Crazy, TV)                                | Michael                                                | Ralph Bakshi                      |
| 1994-95 | Moje tak zwane życie (My So-Called Life)                                | Jordan Catalano                                        |                                   |
| 1995    | Skrawki życia (How to Make an American Quilt)                           | Beck                                                   | Jocelyn Moorhouse                 |
| 1996    | Ostatnie takie lato (The Last of the High Kings)                        | Frank Griffin                                          | David Keating                     |
| 1997    | Prefontaine                                                             | Steve Prefontaine                                      | Steve James                       |
| 1997    | Śledztwo nad przepaścią (Switchback)                                    | Lane Dixon                                             | Jeb Stuart                        |
| 1998    | Namiętność i zdrada (Basil)                                             | Basil                                                  | Radha Bharadwaj                   |
| 1998    | Ulice strachu (Urban Legend)                                            | Paul Gardener                                          | Jamie Blanks                      |
| 1998    | Cienka czerwona linia (The Thin Red Line)                               | drugi porucznik William Whyte                          | Terrence Malick                   |
| 1999    | Podziemny krąg (Fight Club)                                             | Angel Face                                             | David Fincher                     |
| 1999    | Czarne i białe (Black and White)                                        | Casey                                                  | James Toback                      |
| 1999    | Przerwana lekcja muzyki (Girl, Interrupted)                             | Tobias Jacobs                                          | James Mangold                     |
| 2000    | Requiem dla snu (Requiem for a Dream)                                   | Harry Goldfarb                                         | Darren Aronofsky                  |
| 2000    | Sunset Strip                                                            | Glen Walker                                            | Adam Collis                       |
| 2000    | American Psycho                                                         | Paul Allen                                             | Mary Harron                       |
| 2001    | Sol Goode                                                               | Sage (scena usunięta)                                  | Danny Comden                      |
| 2002    | Telefon (Phone Booth)                                                   | Bobby (scena usunięta)                                 | Joel Schumacher                   |
| 2002    | Autostrada (Highway)                                                    | Jack Hayes                                             | James Cox                         |
| 2002    | Azyl (Panic Room)                                                       | Junior                                                 | David Fincher                     |
| 2004    | Aleksander (Alexander)                                                  | Hefajstion                                             | Oliver Stone                      |
| 2005    | Pan życia i śmierci (Lord of War)                                       | Vitalij Orłow                                          | Andrew Niccol                     |
| 2005    | Hubert Selby Jr: It/ll Be Better Tomorrow (film dokumentalny)           | w roli samego siebie                                   | Michael W. Dean, Kenneth Shiffrin |
| 2006    | Samotne serca (Lonely Hearts)                                           | Raymond Fernandez                                      | Todd Robinson                     |
| 2006    | Rozdział 27 (Chapter 27)                                                | Mark David Chapman                                     | Jarrett Schaefer                  |
| 2009    | Mr. Nobody                                                              | Nemo Nobody                                            | Jaco Van Dormael                  |
| 2011    | Jazda na krawędzi (TT3D: Closer to the Edge)                            | narrator                                               | Richard De Aragues                |
| 2012    | Artifact (film dokumentalny)                                            | w roli samego siebie                                   | Jared Leto                        |
| 2013    | Witaj w klubie (Dallas Buyers Club)                                     | Rayon                                                  | Jean-Marc Vallée                  |
| 2016    | Legion samobójców (Suicide Squad)                                       | Joker                                                  | David Ayer                        |
| 2017    | Blade Runner 2049                                                       | Niander Wallace                                        | Denis Villeneuve                  |
| 2018    | Outsider (The Outsider)                                                 | Nick Lowell                                            | Martin Zandvliet                  |
| 2019    | Dzień z życia Ameryki (A Day in the Life of America, film dokumentalny) | –                                                      | Jared Leto                        |
| 2021    | Małe rzeczy (The Little Things)                                         | Albert Sparma, młody Amerykanin podejrzany o zabójstwo | John Lee Hancock                  |
| 2021    | Dom Gucci (House of Gucci)                                              | Paolo Gucci                                            | Ridley Scott                      |
| 2021    | Liga Sprawiedliwości Zacka Snydera                                      | Joker                                                  | Zack Snyder                       |
| 2022    | Morbius                                                                 | dr Michael Morbius                                     | Daniel Espinosa                   |
| 2023    | Nawiedzony dwór (Haunted Mansion)                                       | Crump/Duch z pudełka na kapelusze                      | Justin Simien                     |
| 2025    | Tron: Ares                                                              | Ares                                                   | Joachim Rønning                   |